# برايان هارولد ماسون
برايان هارولد ماسون (بالإنجليزية: Brian Harold Mason)‏ هو عالم معادن ‏ نيوزيلندي، ولد في 18 أبريل 1917 في ميناء تشالمرز في نيوزيلندا، وتوفي في 3 ديسمبر 2009 في واشنطن العاصمة في الولايات المتحدة.